# مارک داکاسیوس
مارک آلن داکاسیوس (به انگلیسی: Mark Alan Dacascos) (زاده ۲۶ فوریه ۱۹۶۴) رزمی کار، بازیگر و شخصیت تلویزیونی آمریکایی است. او بین سنین ۷ تا ۱۸ سالگی برنده مسابقات متعددی در کاراته و کونگ‌فو شد. شاید بیشتر او را به خاطر بازی در نقش‌های لوئیس استیونز در فیلم فقط قوی باش، مانی در برادری گرگ، توبی وانگ در راندن، یائو لینگ در زاده برای مرگ اشاره کرد. همچنین فیلم‌های اژدهای قهرمان (۱۹۹۵)، خرابکاری (۱۹۹۶) و جان ویک ۳ (۲۰۱۹) از دیگر آثار برجسته این بازیگر است.

## زندگی شخصی
داکاسکوس با جولی کوندرا بازیگر زن ازدواج کرده‌است که در فیلم آزادمرد گریان (فیلم ۱۹۹۵) با او بازی کرده‌است. آنها سه فرزند دارند: دو پسر و یک دختر. مارک پنج خواهر و برادر دارد: دو برادر و سه خواهر
داکاسکوس در ۲۶ فوریه ۱۹۶۴ در اواهو، هاوایی زاده شد. پدرش، آل داکاسکوس، اهل هاوایی است و یک مربی هنرهای رزمی بود که والدینش از فیلیپین سرچشمه گرفته بودند و از تبار چینی، فیلیپینی و اسپانیایی بودند. مادر بیولوژیکی او، موریکو مک وی موری، از تبار ایرلندی و ژاپنی است. داکاسکوس در ارائه سامورایی در کانال History، فاش کرد که بسیاری از اعضای خانواده مادرش در بمباران هیروشیما کشته شدند. نامادری او هنرمند رزمی مالیا برنال است که برنده جایزه شده‌است. او در کالج دره لس آنجلس تحصیل کرد، جایی که در تیم ژیمناستیک حضور داشت. او همچنین در دانشگاه ایالتی پورتلند در پورتلند، اورگان تحصیل کرد. او در سبک هنرهای رزمی پدرش وون هاپ کوئن دو مهارت دارد. او موی تای، کاپوئرا را با آمین سانتو و ووشو آموخته‌است.

## فیلمشناسی

### سینمایی
| سال  | عنوان                         | نقش                                | توضیحات                      |
| ---- | ----------------------------- | ---------------------------------- | ---------------------------- |
| ۱۹۸۵ | کم حجم :یک‌کمی از قلب          | —                                  | صحنه‌های حذف شده              |
| ۱۹۹۰ | فرشته شهر                     | درایور استونر                      |                              |
| ۱۹۹۱ | مرده در پول                   | استاد هنرهای رزمی                  | تله‌فیلم                      |
| ۱۹۹۲ | سامورایی آمریکایی             | کنجیرو سانگا                       | نقش منفی                     |
| ۱۹۹۳ | فقط قوی باش                   | لوئیس استیونس                      | اولین نقش اصلی و قهرمان فیلم |
| ۱۹۹۳ | خروس‌ها                        | پسر فیلیپینس                       |                              |
| ۱۹۹۴ | دختر دراگستریپ                | جانی رامیرز                        | تله‌فیلم                      |
| ۱۹۹۴ | دو اژدها                      | جیمی لی                            |                              |
| ۱۹۹۵ | گذشته مرگبار                  | لئو                                |                              |
| ۱۹۹۵ | کیک‌بوکسور ۵                   | مت ریوز                            |                              |
| ۱۹۹۵ | آزادمرد گریان                 | یو هینومورا / فریمن                |                              |
| ۱۹۹۶ | جزیره دکتر مورو               | لو-مای                             |                              |
| ۱۹۹۶ | خرابکاری                      | مایکل بیشاپ                        |                              |
| ۱۹۹۷ | راندن                         | توبی وونگ                          |                              |
| ۱۹۹۷ | جایگاه مقدس                   | لوک کوواک                          |                              |
| ۱۹۹۷ | دی‌ان‌ای                        | دکتر آش ماتلی                      |                              |
| ۱۹۹۷ | خط مرگ                        | مریک                               |                              |
| ۱۹۹۸ | پسر بوگی                      | جسی پیج                            |                              |
| ۱۹۹۸ | بدون اصول اخلاقی              | پل دلوککا                          |                              |
| ۱۹۹۹ | بیس                           | سرلشکر جان مورفی / Cpl. جان دالتون |                              |
| ۲۰۰۰ | قدرت چینی                     | تونی لاو                           |                              |
| ۲۰۰۱ | برادری گرگ                    | مانی                               |                              |
| ۲۰۰۱ | شوهر کامل                     | تی.جی. دیلون                       |                              |
| ۲۰۰۲ | مخوف                          | رایان بکت                          |                              |
| ۲۰۰۳ | زاده برای مرگ                 | لینگ                               |                              |
| ۲۰۰۵ | حمله خورشیدی                  | لوکاس فاستر                        | تله‌فیلم                      |
| ۲۰۰۵ | رویکرد نهایی                  | کاتو                               |                              |
| ۲۰۰۶ | فقط دلیران                    | استیو "زکی سنزکی                   |                              |
| ۲۰۰۶ | شکار برای یک عقاب             | ستوان مت دانیلز                    | فیلم ویدئویی                 |
| ۲۰۰۶ | شکار برای یک عقاب۲: نقطه سقوط | ستوان مت دانیلز                    | فیلم ویدئویی                 |
| ۲۰۰۶ | خانه‌به‌دوش                     | شاریش                              |                              |
| ۲۰۰۷ | نام کد: پاک کننده             | اریک هاوک                          |                              |
| ۲۰۰۷ | عامل بیگانه                   | ریکر                               |                              |
| ۲۰۰۷ | من امگا هستم                  | رنچارد                             |                              |
| ۲۰۰۸ | سقوط گیدئون                   | ست                                 |                              |
| ۲۰۰۹ | اسکار صرب                     | پیتر اولسن اوبیلیچ                 |                              |
| ۲۰۱۰ | سایه‌ها در بهشت                | سرهنگ ماکس فارستر                  |                              |
| ۲۰۱۰ | راز سلطان                     |                                    |                              |
| ۲۰۱۱ | مدالیون از دست رفته           | کبرا                               |                              |
| ۲۰۱۴ | عملیات سرکش راجر کورمن        | سروان مکس رندال                    |                              |
| ۲۰۱۴ | sقهرمان اکشن                  | کامو                               |                              |
| ۲۰۱۶ | مرحله نهایی مسابقات در مانیل  | متیو ولز                           | همچنین کارگردان فیلم         |
| ۲۰۱۷ | نهایت ضربه                    | تونی لین                           |                              |
| ۲۰۱۸ | افسانه هالوویان               | پونو (صدا)                         | فیلم ویدئویی                 |
| ۲۰۱۹ | جان ویک: بخش ۳ - پارابلوم     | زیرو                               |                              |
| ۲۰۱۹ | روز شانس                      | لویس                               |                              |
| ۲۰۲۰ | شبی در بانکوک                 | کای کاله                           |                              |
| ۲۰۲۱ | بتمن: روح اژدها               | ریچارد دراگون                      |                              |
| ۲۰۲۲ | شمشیر ۴۷ رونین                |                                    |                              |

### تلویزیونی
| سال           | عنوان                         | نقش                     | توضیحات                                |
| ------------- | ----------------------------- | ----------------------- | -------------------------------------- |
| 1986–97       | General Hospital              | Police Cadet            | ۴ قسمت                                 |
| 1990          | Doogie Howser, MD             | Julian                  | قسمت: "The Grass Ain't Always Greener" |
| ۱۹۹۰          | فلش                           | Osaku                   | قسمت: "Child's Play"                   |
| 1990          | New Dragnet                   | Kevin Chow              | قسمت: "Queen of Hearts"                |
| 1994          | Tales from the Crypt          | Felix Johnson           | قسمت: "The Pit"                        |
| 1995          | One West Waikiki              | Moku                    | قسمت: "Rest in Peace"                  |
| 1998–99       | The Crow: Stairway to Heaven  | Eric Draven             | ۲۲ قسمت                                |
| 1999          | Martial Law                   | Steven Garth            | قسمت: "Ninety Million Reasons to Die"  |
| ۲۰۰۲          | سی‌اس‌آی                        | Ananda                  | قسمت: "Felonious Monk"                 |
| 2004–14       | Iron Chef America: The Series | The Chairman            | ۲۳۶ قسمت                               |
| 2007–08       | Stargate Atlantis             | Tyre                    | ۲ قسمت                                 |
| 2007–12       | The Next Iron Chef            | The Chairman            | ۱۶ قسمت                                |
| ۲۰۰۸          | افسانه بروس لی                | Thai Boxer              | ۳ قسمت                                 |
| 2008          | The Middleman                 | Sensei Ping             | قسمت: "The Sino-Mexican Revelation"    |
| 2009          | Kamen Rider: Dragon Knight    | Eubulon / Advent Master | ۹ قسمت                                 |
| 2009          | Dancing with the Stars        | خودش                    | ۷ قسمت                                 |
| ۲۰۱۰–۱۴، ۲۰۱۸ | هاوایی فایو-زیرو              | Wo Fat                  | ۱۶ قسمت                                |
| 2014          | Chicago P.D.                  | Jimmy Shi               | قسمت: "Different Mistakes"             |
| ۲۰۱۵–۱۶       | مأموران شیلد                  | Giyera                  | ۱۱ قسمت                                |
| ۲۰۱۶          | لوسیفر                        | Kimo Vanzandt           | قسمت: "Weaponizer"                     |
| 2019          | Wu Assassins                  | Monk                    | Recurring role                         |